# Rancho Alegre, San Mateo Cajonos
Rancho Alegre är en ort i Mexiko.   Den ligger i kommunen San Mateo Cajonos och delstaten Oaxaca, i den sydöstra delen av landet, 400 km sydost om huvudstaden Mexico City. Rancho Alegre ligger 1 354 meter över havet och antalet invånare är 147.
Terrängen runt Rancho Alegre är kuperad åt sydost, men åt nordväst är den bergig. Runt Rancho Alegre är det ganska glesbefolkat, med 29 invånare per kvadratkilometer. Närmaste större samhälle är Tamazulápam del Espíritu Santo, 18,6 km sydost om Rancho Alegre. I omgivningarna runt Rancho Alegre växer huvudsakligen savannskog.